# Benque-Dessous-et-Dessus
Benque-Dessous-et-Dessus település Franciaországban, Haute-Garonne megyében. Lakosainak száma 29 fő (2022. január 1.). Benque-Dessous-et-Dessus Mayrègne, Billière, Caubous, Saccourvielle, Saint-Aventin, Saint-Paul-d’Oueil, Castillon-de-Larboust, Garin és Trébons-de-Luchon községekkel határos.

## Népesség
A település népességének változása:
| Lakosok száma | 55   | 32   | 33   | 16   | 25   | 25   | 25   | 27   | 28   | 29   |
|               | 1968 | 1982 | 1990 | 2006 | 2013 | 2015 | 2017 | 2019 | 2020 | 2022 |